# The Fugs
The Fugs was een Amerikaanse rockband die in 1965 werd opgericht door de dichters Ed Sanders en Tuli Kupferberg, met Ken Weaver als drummer. De groep kreeg zijn naam van Kupferberg, naar het eufemisme voor 'fuck' dat Norman Mailer in zijn roman The Naked and the Dead gebruikte.
Hun nummer "CIA Man" werd gebruikt in film Burn After Reading van de broers Coen.

## Discografie
- The Village Fugs (The Fugs First Album) (1965; 1966)
- The Fugs (Second Album) (1966)
- Virgin Fugs (bootleg) (1967)
- Tenderness Junction (1968)
- It Crawled Into My Hand, Honest (1968)
- Belle Of Avenue A (1969)
- Golden Filth: Live At The Fillmore East (1970)
- Refuse To Be Burnt Out (Live Reunion) (1984)
- No More Slavery (1985)
- Star Peace (dubbelalbum) (1986)
- Fugs Live In Woodstock (1989)
- Songs From A Portable Forest (Best Of 1980s Reunions) (1992)
- The Real Woodstock-Festival (dubbel-CD) (1995)
- The Fugs Final CD (Part 1) (2003)